# Mozartita
La mozartita és un mineral de la classe dels silicats. Rep el seu nom en honor de Wolfgang Amadeus Mozart, ja que el mineral va ser descobert 200 anys després de la seva mort.

## Característiques
La mozartita és un silicat de fórmula química CaMn³⁺(SiO₄)(OH). Cristal·litza en el sistema ortoròmbic. La seva duresa a l'escala de Mohs és 6.
Segons la classificació de Nickel-Strunz, la mozartita pertany a «09.AG: Estructures de nesosilicats (tetraedres aïllats) amb anions addicionals; cations en coordinació > [6] +- [6]» juntament amb els següents minerals: abswurmbachita, braunita, neltnerita, braunita-II, långbanita, malayaïta, titanita, vanadomalayaïta, natrotitanita, cerita-(Ce), cerita-(La), aluminocerita-(Ce), trimounsita-(Y), yftisita-(Y), sitinakita, kittatinnyita, natisita, paranatisita, törnebohmita-(Ce), törnebohmita-(La), kuliokita-(Y), chantalita, vuagnatita, hatrurita, jasmundita, afwillita, bultfonteinita, zoltaiïta i tranquillityita.

## Formació i jaciments
És un mineral rar que es pot trobar en alguns dipòsits de manganès metamorfosats. Va ser descoberta a la mina Cerchiara, a Borghetto Vara, a la província de La Spezia (Ligúria, Itàlia). També ha estat descrita a la mina Kamisugai, a la prefectura d'Ehime (Japó), així com a les mines N'Chwaning II i Wessels, als camps de manganès del Kalahari (Cap Septentrional, Sud-àfrica). Cal tenir en compte que moltes mostres comercialitzades com a mozartita procedents de l'Índia són en realitat apofil·lita amb denses inclusions de celadonita i altres argiles, sense proves de tractar-se de veritables mozartites.